# Wilhelm von Borries (Landrat)
Wilhelm Eduard Philipp Graf von Borries (* 11. Oktober 1836 in Harsefeld; † 27. August 1913 in Stade) war ein deutscher Jurist, preußischer Verwaltungsbeamter und Rittergutsbesitzer.

## Leben
Der Sohn des Politikers und Rittergutsbesitzers Wilhelm von Borries und dessen Ehefrau Artemise von Borries geb. von Lütcken (1813–1872) studierte Rechtswissenschaften an der Ruprecht-Karls-Universität Heidelberg. 1857 wurde er Mitglied des Corps Vandalia Heidelberg. In der Folge trat er in den preußischen Staatsdienst ein und wurde Amtshauptmann in Marienburg. Von 1885 bis 1903 war er Landrat des Landkreises Marienburg.
Nach dem Tod seines Vaters wurde Borries 1883 Fideikommissherr des Erbstammguts Horneburg. Er war verheiratet mit Anna von der Decken, das Ehepaar hatte fünf Töchter und vier Söhne.

## Auszeichnungen
- Ernennung zum Geheimen Regierungsrat